# Nimbus (motorfiets)
Nimbus is een Deens historisch merk van motorfietsen.
De bedrijfsnaam was: Fisker & Nielsen Ltd., Kopenhagen (1919-1928 en 1934-1959).

## Geschiedenis
Nimbus werd opgericht door de onderwijzer Peder Andersen Fisker die in 1905 een fabriekje in elektromotoren begon. Samen met zijn compagnon Nielsen maakte hij vanaf 1910 de Nilfisk stofzuigers. Naar verluidt zag hij een geparkeerde motorfiets (waarschijnlijk een Belgische FN) waarvan hij onmiddellijk zag dat de constructie verbeterd kon worden. Hij besloot daarop zelf motorfietsen te gaan produceren. De eerste productieperiode van de door Peder Andersen Fisker ontwikkelde motorfiets liep van 1919 tot 1928. De tweede productieperiode startte op initiatief van Fiskers zoon Anders in 1934 en eindigde in 1959.

## 1919-1928: Nimbus Model A en B
| Nimbus 750 cc uit 1922, met "Kachelpijp" en zesbuizenvoorvork |

### Constructie
In 1919 werd de eerste motorfiets gebouwd, met een dikke cilindrische framebuis tussen balhoofd en zadel (de "kachelpijp"), die tevens als benzinetank dienstdeed en een geperst stalen frame. De machine was inderdaad moderner gebouwd dan de meeste gangbare motorfietsen. De 746cc viercilinder kop/zijklep lijnmotor met asaandrijving was geconstrueerd als blokmotor, met ingebouwde versnellingsbak. De motorfiets was ook al voorzien van druksmering en een verende achtervork. De typische open klepveren moesten wel nog afzonderlijk worden gesmeerd. De eerste voorvork was een parallellogramvork, maar die werd alleen toegepast op Fiskers eerste, voor hemzelf bestemde motorfiets. Het productiemodel "A" (van 1919 tot 1924) kreeg een zogenaamde "zes buizen vork", waarbij drie buizen aan weerszijden werden toegepast. Het model "B" (van 1924 tot 1928) kreeg een korte getrokken schommelvork met één centrale veer, waarbij de vorkpoten elkaar kruisten. De bedieningskabels waren in het stuur weggewerkt. De machine had nog geen voorrem of verlichting, hoewel die laatste wel op verzoek gemonteerd kon worden, zowel als carbidlamp of als (door Fisker zelf ontwikkelde) elektrische verlichting.

### Sportresultaten
Al in 1921 (Parijs - Kopenhagen) en in 1922 (Odense - Berlijn - Odense) gooide de machine hoge ogen in betrouwbaarheidsritten, waarbij de laatste zelfs werd gewonnen met een voorsprong van vier uur op de nummer twee.

### Einde van de eerste productieperiode
De Nimbus was ongetwijfeld een kwaliteitsproduct, maar daardoor ook erg duur. Commercieel succes bleef dan ook uit. Bovendien steeg de vraag naar stofzuigers, waardoor het bedrijf in 1928 besloot zich daarop te concentreren. Voor die tijd waren de motorfietsen echter al naar het tweede plan geschoven en werden slechts gebouwd wanneer er bij de stofzuigerfabricage productiecapaciteit over was.

## 1934-1959: Nimbus II (Model C)
| Nimbussen waren populair als zijspantrekker. Dit is een Sportmodel, volgens het framenummer (03422) uit 1939, in een afwijkende kleur |
| Nimbus 750 cc viercilinder uit 1939                                                                                                   |
| Nimbus uit 1949 |
| Nimbus Sport |

Toch werd in 1934 de productie van motorfietsen weer opgestart, nu met een kopklepmotor en een telescoopvork. Deze machine had Anders Fisker (Peders zoon) samen met zijn vader ontwikkeld. De Deense strijdkrachten namen veel machines van Nimbus af, maar de export was beperkt. In 1959 werd de productie van motorfietsen beëindigd. Ook in deze periode werden de Nimbus motorfietsen werden vrijwel uitsluitend voor de binnenlandse markt gebouwd. 40% Van de in Denemarken verkochte motorfietsen in de jaren dertig was een Nimbus. Veelal (50% van de zijspancombinaties) waren dit commercials: werkpaarden met een bagagezijspan. Tijdens de Tweede Wereldoorlog werd Nimbus verplicht ca. 600 motorfietsen aan het Duitse leger te leveren.

### Constructie
Als eerste hadden de Fiskers het frame vernieuwd. De kachelpijp had plaats gemaakt voor een geheel geperst stalen dubbel wiegframe. Omdat dit frame geklonken was liet de stijfheid wel te wensen over. De achtervering was vervallen. Ondank dat op het eerste gezicht een aantal innovaties van het oude model waren verdwenen, was de Nimbus in de jaren dertig een moderne motorfiets. Zo was er een beperkt ergonomiepakket: de zitpositie kon men aanpassen door de voetsteunen en de kniesteunen te verzetten. De motor was in de basis gelijk gebleven (hoewel voor de nieuwe motor een MG motor als voorbeeld had gediend): Nog steeds een langsgeplaatste viercilinder lijnmotor met open klepveren, maar nu als kopklepmotor uitgevoerd. De zuigers waren van aluminium (was een staallegering), de cilinders zaten in één cilinderblok (voorheen vier losse cilinders) en dus was er nu ook één cilinderkop. Doordat de motor nu meer vermogen ontwikkelde werd de rijwindkoeling verbeterd door de toepassing van grotere koelribben. Er was een bovenliggende nokkenas toegepast die door een koningsas aan de voorzijde van het motorblok werd aangedreven. Op de koningsas was ook de rotor van de dynamo gemonteerd. Vanwege de open klepveren was nog steeds regelmatige oliekansmering nodig. De versnellingsbak was nu apart gemonteerd, maar had nog steeds drie versnellingen. Voor de asaandrijving kon men kiezen tussen twee overbrengingsverhoudingen: mét en zonder zijspan. Alle modellen waren voortaan voorzien van een telescoopvork en daarmee was Nimbus een voorloper (BMW kwam er enkele maanden later mee). Het linker handvat van de Nimbus was de lichtschakelaar. In 1948 vonden er kleine wijzigingen aan de modellen plaats: de vrij lompe grote voorspatborden werden vervangen door elegantere exemplaren, de voorvork werd verbeterd en de balhoofdhoek werd gewijzigd.

### Nimbus II modellen
Het model "Standard" had nog handschakeling, maar de modellen "Luksus" en "Special" hadden al een voetgeschakelde sequentiële versnellingsbak.
- Standard

De "Standard" was het basismodel, met slechts 18 pk en werd verkocht als werkmotor. Dit model werd geleverd in zwart zonder biezen en met een zwarte uitlaat.
- Luksus

Ook de Luksus leverde 18 pk, maar werd geleverd in rood met gouden biezen en - zoals gezegd - voetschakeling. Dit model werd als toermotorfiets aangeprezen.
- Special

De "Special" was het sportmodel. Hij leverde 22 pk, had een grotere voorrem, sportbanden en een speciale voorvork. De kleuren waren ivoor en grijs.
- Sport

De "Sport" was vrijwel identiek aan de "Special", maar had verchroomde, omhooggebogen (swept back) uitlaten. Deze machine werd in de kleur blauw geleverd.

### 250cc prototype
In de jaren vijftig bouwde Nimbus een prototype van een 250cc staande twin. De machine was redelijk modern, met hak-teen schakeling, achtervering, een Earles-type schommelvoorvork en een duozadel, maar kwam nooit in productie.

### Einde van de tweede productieperiode
De meeste motoren werden geleverd aan overheidsdiensten (politie, PTT, leger enz.), maar in de jaren vijftig stapte de Deense politie over op andere motorfietsen, omdat de topsnelheid van de Nimbus-motoren (120 km/uur) te laag werd. Mede door de hoge aankoopbelasting in Denemarken waren motorfietsen erg duur. Nimbus probeerde de instortende verkoop in 1956 te keren door 50 motorfietsen met een kleppendeksel te bouwen, maar dat bood geen soelaas. Er werden prototypes gemaakt (een viercilinder met roterende kleppen en een 250cc staande twin), die nooit op de markt kwamen. De Deense regering werd zelfs gevraagd de aankoopbelasting (in elk geval voor de Nimbus-motoren) te verlagen, maar dit werd niet gehonoreerd. In 1959 werd de productie beëindigd. De Deense posterijen gebruikten echter tot 1976 Nimbus motoren met transportzijspannen. Ze waren zelfs op 60 km/uur begrensd.

## Trivia

### Nog leverbaar
Al in de jaren twintig werden motorfietsen geproduceerd als de stofzuigerproductie dat toeliet. Maar dat is nu (2010) nog steeds zo: de Nimbus machines waren zo betrouwbaar en degelijk dat er veel te veel reservedelen zijn geproduceerd. Zo veel dat men hede ten dage nog een nieuwe Nimbus motorfiets kan bestellen. Uiteraard is ook de onderdelenvoorziening van klassieke Nimbus-motoren hierdoor vrij eenvoudig. De oorzaken hiervoor zijn o.a. de lage maximumsnelheid in Denemarken (60 km/uur), waardoor de machines veel kilometers konden maken zonder noemenswaardige slijtage, maar ook de contractueel vastgestelde voorraad reservedelen die aan overheidsdiensten geleverd moesten worden, maar ongebruikt bleven liggen.

### Spot- en bijnamen
- Nimbus uit de jaren twintig: Kachelpijp (naar de grote centrale framebuis die tevens als benzine tank diende).
- Nimbus II: Hommel (naar het geluid dat werd veroorzaakt door de rechte vertandingen in de versnellingsbak).